# New England Tea Men
New England Tea Men war ein Profifußballverein in Foxborough, Massachusetts, der sowohl Outdoor- als auch Indoor-Fußball praktizierte. Er wurde 1978 gegründet und Ende 1980 nach Jacksonville, Florida, verpflanzt, wo er als Jacksonville Tea Men in Erscheinung trat.

## Geschichte
Im Januar 1978 erwarb die Lipton Tea Company eine Lizenz zur Teilnahme an der NASL, die aufgrund der bevorstehenden Erweiterung der Liga erhältlich war. Die zu diesem Zeitpunkt vollzogene Aufstockung der Teilnehmer resultierte aus dem Boom, den die spektakulären Verpflichtungen von New York Cosmos ermöglicht hatten, bei denen unter anderem Pelé (von 1975 bis 1977) und  Beckenbauer (1977–1980) unter Vertrag standen.
Lipton Inc. installierte seinen neuen Verein in Foxborough, Massachusetts, und gab ihm den Namen New England Tea Men. Damit wollte das Unternehmen nicht nur Werbung für seine Produkte machen, sondern auch Bezug auf die revolutionären Wurzeln dieser Region nehmen, die ihren Ausdruck unter anderem in der sogenannten Boston Tea Party des Jahres 1773 fanden.  
In ihrer ersten Spielzeit erreichte die Mannschaft das Halbfinale der NASL und erzielte einen Zuschauerschnitt von über 11.000. Bester Spieler in dieser Saison war der von Charlton Athletic ausgeliehene englische Stürmer Mike Flanagan, der in 28 Spielen 30 Tore erzielte und zum besten Spieler der NASL gewählt wurde.
Doch schon vor ihrer zweiten Spielzeit mussten die Tea Men die ersten Rückschläge hinnehmen. Flanagan musste an Charlton Athletic zurückgegeben werden und außerdem wurde der Verein per Gerichtsbeschluss dazu verpflichtet, seine gewohnte Heimspielstätte aufzugeben. Der Verein bezog das Nickerson Field in Boston, wo er eine schlechte Saison 1979 absolvierte und den Einzug in die Play-offs verpasste. Im Dezember 1979 meldete der Verein sich für die erste Indoor-Saison im Winter 1979/80 an, die jedoch sowohl sportlich als auch finanziell ein Desaster war. 
Die Heimspiele der Saison 1980 durften die New England Tea Men zwar wieder im vertrauten  Schaefer Stadium bestreiten, konnten dort aber nicht mehr richtig Fuß fassen und wurden zum Jahresende von Lipton nach Jacksonville in Florida verpflanzt. Dort erhielt der Verein seinen neuen Namen Jacksonville Tea Men.  